# جيمس بيل (ممثل)
جيمس بيل (بالإنجليزية: James Bell)‏ هو ممثل أمريكي، ولد في 1 ديسمبر 1891 في الولايات المتحدة، وتوفي بنفس المكان في 26 أكتوبر 1973.

## أعمال

### أفلام
- (1942) حانة السعادة
- (1945) دماء على الشمس
- (1953) كل الإخوة كانوا شجعان
- (1954) قصة جلين ميلر

## وصلات خارجية
- جيمس بيل على موقع IMDb (الإنجليزية)
- جيمس بيل على موقع قاعدة بيانات برودواي على الإنترنت (الإنجليزية)
- جيمس بيل على موقع قاعدة بيانات برودواي على الإنترنت (الإنجليزية)
- جيمس بيل على موقع قاعدة بيانات الفيلم (الإنجليزية)